# Бэйзлер, Шейна
Шейна Андреа Бэ́йзлер (англ. Shayna Andrea Baszler, /ˈbeɪzlər/, род. 8 августа 1980, Су-Фолс) — американский рестлер и бывший мастер смешанных единоборств. Известна своим выступлением в WWE. Бэйзлер — бывшая двукратная и самая длительная чемпионка NXT среди женщин и двукратная командная чемпионка WWE среди женщин вместе с Наей Джакс.
Бэйзлер обучалась смешанным единоборствам (ММА) у бывшего бойца UFC Джоша Барнетта и кетч-рестлингу у Билли Робинсона. Свой первый профессиональный бой в ММА она провела в 2006 году и в последующие годы получила признание за использование приема «хаммерлок», когда она лежала на спине; этот прием она использовала для победы над несколькими соперницами, включая Роксану Модаффери. В аудиоинтервью на Sherdog Radio Network она назвала этот прием, который она создала на тренировках, «Швинг». В 2013 году Бэйзлер подписала контракт с UFC для участия в реалити-шоу The Ultimate Fighter — в компании она провела два поединка (0-2). В 2015 году она была уволена из UFC и в том же году начала карьеру в рестлинге, снова проходя обучение у Барнетта. Общий рекорд Бэйзлер в ММА составляет 15 побед и 11 поражений, причем 13 побед она одержала болевым приёмом.

## Карьера в смешанных единоборствах

### Статистика в смешанных единоборствах
| Боёв 28  | Побед 16 | Поражений 12 |
| -------- | -------- | ------------ |
| Нокаутом | 1        | 7            |
| Сдачей   | 14       | 2            |
| Решением | 1        | 3            |

| Результат | Рекорд | Соперник          | Способ                               | Турнир                                                  | Дата            | Раунд | Время | Место                                    | Примечание                                                 |
| --------- | ------ | ----------------- | ------------------------------------ | ------------------------------------------------------- | --------------- | ----- | ----- | ---------------------------------------- | ---------------------------------------------------------- |
| Поражение | 16–12  | Рейна Миура       | Единогласное решение                 | Deep Jewels 15                                          | 25 февраля 2017 | 2     | 5:00  | Токио, Япония                            |                                                            |
| Поражение | 16–11  | Аманда Нунис      | ТКО (удар по ноге)                   | UFC Fight Night: Майа vs. ЛаФлэр                        | 21 марта 2015   | 1     | 1:56  | Рио-де-Жанейро, Рио-де-Жанейро, Бразилия |                                                            |
| Поражение | 16–10  | Бет Коррея        | ТКО (удары)                          | UFC 177                                                 | 30 августа 2014 | 2     | 1:56  | Сакраменто, Калифорния, США              |                                                            |
| Поражение | 16–9   | Джулианна Пенья   | Болевой приём (удушение сзади)       | UFC The Ultimate Fighter Season 18 Quarterfinals, Day 1 | 6 июня 2013     | 2     | 3:08  | Лас-Вегас, Невада, США                   |                                                            |
| Победа    | 16–8   | Коллин Шнайдер    | Болевой приём (рычаг локтя)          | UFC The Ultimate Fighter Season 18 Elimination Fights   | 29 мая 2013     | 1     | 4:24  | Лас-Вегас, Невада, США                   |                                                            |
| Поражение | 15–8   | Алексис Дэвис     | Технический болевой (удушение сзади) | Invicta FC 4 - Esparza vs. Hyatt                        | 5 января 2013   | 3     | 0:58  | Канзас-Сити, Канзас, США                 | Бой вечера                                                 |
| Победа    | 15–7   | Сара Д'Алелио     | Болевой приём (удушение сзади)       | Invicta FC 3 - Пенне vs. Сугияма                        | 6 октября 2012  | 2     | 0:37  | Канзас-Сити, Канзас, США                 |                                                            |
| Поражение | 14–7   | Сара Макмэнн      | Единогласное решение                 | Invicta FC 2 - Бэйзлер vs. Макмэнн                      | 28 июля 2012    | 3     | 5:00  | Канзас-Сити, Канзас, США                 | Бой вечера                                                 |
| Победа    | 14–6   | Элейна Максвелл   | Болевой приём (рычаг колена)         | The Cage Inc. - Battle at the Border 7                  | 19 ноября 2010  | 1     | 4:03  | Хэнкинсон, Северная Дакота, США          | Завоевала титул чемпионки TCI среди женщин в весе до 63 кг |
| Победа    | 13–6   | Адринна Дженкинс  | Болевой приём (рычаг локтя)          | Freestyle Cage Fighting 42                              | 12 июня 2010    | 1     | 2:12  | Шони, Оклахома, США                      | Победитель Гран-при FCF среди женщин в легчайшем весе      |
| Победа    | 12–6   | Алексис Дэвис     | Единогласное решение                 | Freestyle Cage Fighting 40                              | 27 марта 2010   | 3     | 5:00  | Шони, Оклахома, США                      |                                                            |
| Победа    | 11–6   | Мегуми Ябушита    | Болевой приём (твистер)              | Freestyle Cage Fighting 39                              | 30 января 2010  | 1     | 4:50  | Шони, Оклахома, США                      |                                                            |
| Поражение | 10–6   | Сара Кауфман      | Единогласное решение                 | Strikeforce - Challengers 2                             | 19 июня 2009    | 3     | 5:00  | Кент, Вашингтон, США                     |                                                            |
| Поражение | 10–5   | Кристиана Жустину | ТКО (удары)                          | EliteXC - Unfinished Business                           | 26 июля 2008    | 2     | 2:48  | Стоктон, Калифорния, США                 |                                                            |
| Победа    | 10–4   | Кейко Тамай       | Болевой приём (твистер)              | ShoXC - Elite Challenger Series                         | 5 апреля 2008   | 1     | 2:05  | Фрайант, Калифорния, США                 |                                                            |
| Победа    | 9–4    | Дженнифер Тейт    | Болевой приём (рычаг локтя)          | ShoXC - Elite Challenger Series                         | 26 октября 2007 | 1     | 0:44  | Санта-Инез, Калифорния, США              |                                                            |
| Победа    | 8–4    | Ян Финни          | Болевой приём (рычаг локтя)          | ShoXC - Elite Challenger Series                         | 27 июля 2007    | 1     | 2:40  | Санта-Инез, Калифорния, США              |                                                            |
| Победа    | 7–4    | Саманта Андерсон  | Болевой приём (кимура)               | NFF - The Breakout                                      | 10 марта 2007   | 1     | 1:00  | Миннеаполис, Миннесота, США              |                                                            |
| Поражение | 6–4    | Тара ЛаРоса       | ТКО (удары)                          | Bodog Fight - Costa Rica Combat                         | 18 февраля 2007 | 2     | 3:15  | Коста-Рика                               |                                                            |
| Победа    | 6–3    | Роксанн Модаффери | Болевой приём (кимура)               | MARS - Bodog Fight                                      | 4 октября 2006  | 1     | 1:08  | Токио, Япония                            |                                                            |
| Поражение | 5–3    | Аманда Бакнер     | ТКО (удары)                          | MFC - USA vs. Russia 3                                  | 3 июня 2006     | 3     | 3:03  | Атлантик-Сити, Нью-Джерси, США           |                                                            |
| Победа    | 5–2    | Джули Кедзи       | Болевой приём (рычаг локтя)          | Freestyle Combat Challenge 22                           | 18 марта 2006   | 1     |       | Расин, Висконсин, США                    |                                                            |
| Поражение | 4–2    | Аманда Бакнер     | Болевой приём (рычаг локтя)          | ROF 20 - Elite                                          | 10 декабря 2005 | 1     | 4:28  | Касл-Рок, Колорадо, США                  |                                                            |
| Победа    | 4–1    | Синди Ромеро      | ТКО (удары)                          | UCS - Battle at the Barn 9                              | 7 мая 2005      | 1     |       | Рочестер, Миннесота, США                 |                                                            |
| Победа    | 3–1    | Хизер Лобс        | Болевой приём (удушение)             | Jungle Madness 2                                        | 15 января 2005  | 1     | 1:51  | Миннесота, США                           |                                                            |
| Поражение | 2–1    | Келли Коболд      | ТКО (удары)                          | Reality Cage Fighting                                   | 15 мая 2004     | 2     | 2:20  | Южная Дакота, США                        |                                                            |
| Победа    | 2–0    | Кристи Циммерман  | Болевой приём (рычаг локтя)          | RCF - Battle of the Middleweights                       | 14 ноября 2003  | 1     |       | Южная Дакота, США                        |                                                            |
| Победа    | 1–0    | Тина Джонсон      | Болевой приём (рычаг локтя)          | Reality Cage Fighting                                   | 31 октября 2003 | 1     | 1:20  | Южная Дакота, США                        |                                                            |

## Личная жизнь
Бэйзлер родилась и выросла в Сиукс-Фолс, Южная Дакота. По отцовской линии Бэйзлер имеет немецкие корни, а по материнской — китайские. Бэйзлер специализировалась на религии в университете MidAmerica Nazarene в Канзасе. Бэйзлер является членом ЛГБТК+ сообщества.
Бэйзлер была ключевым представителем движения за создание атлетической комиссии Южной Дакоты по боевым видам спорта. Однажды она выступила с речью, в которой затронула оппозиционного представителя Стива Хикки, который однажды назвал ММА «детским порно» в спорте. После посещения Бэйзлер в Академии боевых искусств Next Edge, где тренируется Бэйзлер, а также другие бойцы и практики смешанных единоборств, Хикки изменил свое мнение об этом виде спорта.
Вне боевых видов спорта Бэйзлер тренирует команду по роллер-дерби Sioux Falls Roller Dollz, расположенную в Южной Дакоте, и является сертифицированным техником скорой медицинской помощи.
Басслер также является поклонницей франшизы Warhammer 40,000 и иногда использует дизайн некоторых персонажей в своем снаряжении на ринге.

## Титулы и достижения

### Смешанные единоборства
- Freestyle Cage Fighting
  - FCF Women’s Bantamweight Grand Prix Championship (1 раз)
- Invicta FC
  - Бой вечера (2 раза) против Сары Макманн, Алексис Дэвис
- The Cage Inc.
  - Чемпион TCI среди женщин в весе до 63 кг (1 раз, первая в истории)

### Грэпплинг
- ADCC Submission Wrestling World Championship
  - Четвертьфиналист чемпионата мира ADCC по сабмишн-рестлингу 2007[7]
- Catch Wrestling Association
  - Золотой медалист Всемирного турнира по кэтчу CWA 2016 им. Фрэнка Готча[8]
- International Federation of Associated Wrestling Styles
  - Серебряный призер чемпионата мира FILA 2009 по грэпплингу среди взрослых в категории No-Gi[9]
  - Серебряный призер чемпионата мира FILA 2009 по грэпплингу в категории Senior Gi[10]
- USA Wrestling
  - FILA 2011 World Team Trials Senior No-Gi Gold Medalist[11]
  - FILA 2009 World Team Trials Senior Gi Gold Medalist[12]
  - FILA 2009 World Team Trials Senior No-Gi Gold Medalist[13]
  - FILA 2007 World Team Trials Senior No-Gi Bronze Medalist[13]

### Рестлинг
- Absolute Intense Wrestling
  - Чемпион AIW среди женщин (1 раз)[14][15]
- DDT Pro-Wrestling
  - Чемпион железных людей в хеви-металлическом весе (1 раз)[16][17]
- New Horizon Pro Wrestling
  - Чемпион Австралии IndyGurlz (1 раз)[18][19]
  - Global Conflict Shield Tournament (2017)[20][21]
- Premier Wrestling
  - Чемпион Premier среди женщин (1 раз)[22]
- Pro Wrestling Illustrated
  - № 4 в топ 100 женщин-рестлеров в рейтинге PWI Female 100 в 2019[23]
- Quintessential Pro Wrestling
  - Чемпион QPW среди женщин (1 раз)[24]
- Sports Illustrated
  - № 4 в списке 10 лучших женщин-рестлеров в 2019[25]
- WWE
  - Чемпион NXT среди женщин (2 раза)[26]
  - Командный чемпион WWE среди женщин (3 раза) — с Наей Джакс (2), с Рондой Раузи (1)[27][28]
  - Премия по итогам года NXT (1 раз)
    - Женщина года (2019)